# Université Côte-d'Azur
Université Côte-d'Azur är ett offentligt forskningsuniversitet beläget i Nice (Frankrike) och närliggande områden. År 2019 ersatte det Université Nice Sophia Antipolis. Det har nästan 30 000 grund- och fortbildningsstudenter, varav 20 % är utlänningar. Dess universitetscampus ligger i olika städer i departementet Alpes-Maritimes (Nice, Cannes, Grasse, Menton), såväl som i teknologiparken Sophia Antipolis.